# Спасательная экспедиция советских военных моряков в Бангладеш
В результате войны причалы и акватория важнейшего для Народной Республики Бангладе́ш порта Читтагонг оказались заминированы, а фарватеры и места у причалов перекрыты затопленными судами. Доставка продовольствия оказалась заблокированной, над получившей независимость страной нависла угроза голода.
Президент Народной Республики Бангладеш шейх Муджибур Рахман обратился к руководству СССР с просьбой помочь освободить порты его страны от затопленных кораблей и протралить минные поля. Командование Тихоокеанского флота получило директиву готовить экспедицию для разминирования Бенгальского залива и подъема затонувших судов. В Читтагонг была направлена группа экспертов, в состав которой вошли минеры ВМФ, сотрудники 40-го Государственного института аварийно-спасательного и глубоководного водолазного дела, а также представители гражданской организации «Совсудоподъем» Министерства морского флота СССР. Операция получила наименование «12-я Экспедиция особого назначения» (ЭОН-12). Руководителем экспедиции был назначен первый заместитель начальника Аварийно-спасательной службы ВМФ СССР контр-адмирал Сергей Зуенко. Первоначально в экспедиции участвовало 17 кораблей и судов, затем их стало свыше 20, численность экипажей составляла более 800 человек. Часть судов прибыли с Тихоокеанского флота, остальные — из состава 8-й оперативной эскадры ВМФ СССР. Работы начались 2 апреля 1972 года и 24 июня 1974 года были завершены. За время операции было протралено 1002 квадратные мили акватории порта, возвращено в строй 12 причалов, поднято со дна 26 судов общим водоизмещением 100 тысяч тонн.
Работы проводились в крайне неблагоприятных климатических условиях, в условиях интенсивного движения судов, мутной воды, малых глубин, отсутствия карт и документов на минные поля и типы применявшихся мин; дно акватории было засорено затонувшими судами разных размеров. Затонувшие суда глубоко погрузились в ил. Международные эксперты прогнозировали возврат порта к нормальной деятельности лишь через 2-3 года.
В ходе экспедиции 13 июля 1973 года при исполнении служебных обязанностей в Бангладеш погиб старший матрос Юрий Викторович Редькин. Он был похоронен в Читтагонге на мысе Патенга, ныне эта территория принадлежит Бангладешской военно-морской академии. В 1984 году на могиле был установлен памятник, к которому ежегодно в день рождения Юрия Редькина проводится церемония торжественного возложения венков.